# Gabriel Haddad
Gabriel Haddad Gomes Porto (Rio de Janeiro, 29 de maio de 1988) é um pesquisador e carnavalesco brasileiro. Ao lado de Leonardo Bora, é carnavalesco da Unidos de Vila Isabel. Em 2022, sagrou-se campeão do carnaval carioca. 

## Biografia
Bacharel em Relações Internacionais pelo Centro Universitário La Salle - Niterói (2010), mestre em Artes pelo Programa de Pós-graduação em Artes (PPGArtes) da Universidade do Estado do Rio de Janeiro e doutorando em História da Arte pela UERJ.
Trabalhou como assistente para diversos carnavalescos em escolas do Rio de Janeiro e São Paulo, como Mocidade Independente de Padre Miguel, Portela, Estação Primeira de Mangueira, Gaviões da Fiel, Unidos de Vila Maria, Vai-Vai, entre outras. Como carnavalesco, atuou nas escolas Mocidade Unida do Santa Marta, Acadêmicos do Sossego e Acadêmicos do Cubango, sagrando-se três vezes campeão dos carnavais da Intendente Magalhães (Santa Marta 2013 e 2014; Sossego 2016), duas vezes ganhador do Estandarte de Ouro de Melhor Escola da Série A (Cubango 2018 e 2019) e duas vez ganhador do Estandarte de Ouro de Melhor Escola do Grupo Especial (Grande Rio 2020 e 2022).
Em 2013, compôs a comissão de carnaval da Mocidade Unida do Santa Marta, que desfilava na quinta divisão do carnaval carioca. Foram campeões. Em 2014, alcançaram novamente o título. Já em 2015, ao lado de Leonardo Bora, assinou o carnaval da Sossego. Em 2016, conquistaram o título na Intendente, levando a Sossego de volta à Sapucaí. 
A estreia de Haddad na Sapucaí se deu em 2018, assinando o carnaval da Acadêmicos do Cubango. Em 2018 e 2019, com a assinatura de Leonardo e Gabriel, a Cubango ganhou o Estandarte de Ouro de Melhor Escola, chegando ao melhor resultado da agremiação em 2019, com o vice-campeonato do grupo de acesso do Carnaval do Rio.
Em 2020, Bora-Haddad, como ficaram conhecidos, estrearam no Grupo Especial do carnaval carioca, assinando o desfile vice-campeão da Grande Rio, homenageando Joãozinho da Gomeia. A Grande Rio faturou seis Estandartes de Ouro: melhor escola, melhor samba-enredo, melhor enredo, melhor puxador, melhor Ala das Baianas, e o recém criado prêmio Fernando Pamplona para o Abre-alas da escola.
No carnaval seguinte, em 2022, ao lado de Leonardo Bora, conquistou o primeiro título da história da Grande Rio, assinando o enredo enredo "Fala Majeté! Sete chaves de Exu", que retratou o orixá Exu. Com a dupla, a escola, além de conquistar título inédito, faturou quatro Estandarte de Ouro: Escola, Bateria, Enredo e Fernando Pamplona, prêmio de melhor inovação pelo último carro da escola. Retornou a Cubango no carnaval de 2024 para coordenar ao lado de Bora a comissão de carnaval da escola, em seu segundo ano na Série Prata.

## Carnavais
| Ano  | Escola      | Colocação   | Divisão     | Enredo | Ref.          |
| ---- | ----------- | ----------- | ----------- | --- | ------------- |
| 2013 | Santa Marta | Campeã      | Série D     | Dona Marta Mexe o Caldeirão da Mocidade |               |
| 2014 | Santa Marta | Campeã      | Série C     | Na Hora em que o Sol Se Esconde |               |
| 2015 | Sossego     | 9.º lugar   | Série B     | Banananás - O Encontro da Rainha Mariola Banana Pacova do Congo e d’Angola com o Rei Amazônico Ananás Ibá-Cachi, da Corte dos Abacaxis de Serpa |               |
| 2016 | Sossego     | Campeã      | Série B     | O Circo do Menino Passarinho |               |
| 2018 | Cubango     | 5.º lugar   | Série A     | O Rei que Bordou o Mundo |               |
| 2019 | Cubango     | Vice-campeã | Série A     | Igbá Cubango – A Alma das Coisas e a Arte dos Milagres                                                                                          |               |
| 2020 | Grande Rio  | Vice-campeã | Especial    | Tata Londirá: O Canto do Caboclo no Quilombo de Caxias                                                                                          |               |
| 2022 | Grande Rio  | Campeã      | Especial    | Fala, Majeté! Sete Chaves de Exu | [ 9 ]         |
| 2023 | Grande Rio  | 6.º lugar   | Especial    | Ô Zeca, o pagode onde é que é? Andei descalço, carroça e trem, procurando por Xerém, pra te ver, pra te abraçar, pra beber e batucar            |               |
| 2024 | Grande Rio  | 3.º lugar   | Especial    | Nosso Destino É Ser Onça |               |
| 2024 | Cubango     | 7.º lugar   | Série Prata | Os Pássaros da Noite e o Segredo das Criações                                                                                                   |               |
| 2025 | Grande Rio  | Vice-campeã | Especial    | Pororocas Parawaras: As Águas dos Meus Encantos nas Contas dos Curimbós                                                                         | [ 10 ] [ 11 ] |
| 2026 | Vila Isabel |             | Especial    | Macumbembê, Samborembá: Sonhei que um Sambista Sonhou a África!                                                                                 | [ 12 ] [ 13 ] |

## Títulos e estatísticas
| Grupo            | Campeonato | Ano  | Vice | Ano        | Terceiro lugar | Ano  |
| ---------------- | ---------- | ---- | ---- | ---------- | -------------- | ---- |
| Primeira divisão | 1          | 2022 | 2    | 2020, 2025 | 1              | 2024 |
| Segunda divisão  | 0          | -    | 1    | 2019       | 0              | -    |
| Terceira divisão | 1          | 2016 | 0    | -          | 0              | -    |
| Quarta divisão   | 1          | 2014 | 0    | -          | 0              | -    |
| Quinta divisão   | 1          | 2013 | 0    | -          | 0              | -    |

## Premiações
- Estandarte de Ouro

1. 2022 - Melhor enredo (Grande Rio - "Fala, Majeté! Sete Chaves de Exu") [14]

- Estrela do Carnaval

1. 2019 - Melhor conjunto de fantasias (Cubango) [15]
2. 2022 - Melhor enredo (Grande Rio - "Fala, Majeté! Sete Chaves de Exu") [16]
3. 2022 - Melhor carnavalesco (Grande Rio) [16]
4. 2022 - Melhor conjunto de alegorias (Grande Rio) [16]
5. 2024 - Melhor carnavalesco (Grande Rio) [17]
6. 2024 - Melhor conjunto de alegorias (Grande Rio) [18]
7. 2025 - Melhor conjunto de alegorias (Grande Rio) [19]
8. 2025 - Melhor conjunto de fantasias (Grande Rio) [19]

- Fala Galera Carna Insta

1. 2022 - Melhor carnavalesco (Grande Rio) [20]

- Gato de Prata

1. 2018 - Melhor carnavalesco (Cubango) [21]
2. 2019 - Melhor carnavalesco (Cubango) [22]
3. 2022 - Melhor carnavalesco (Grande Rio) [23]
4. 2024 - Melhor carnavalesco (Grande Rio)[24]

- OSK do Samba

1. 2014 - Melhor enredo (Santa Marta - "Na Hora em que o Sol Se Esconde") [25]
2. 2016 - Melhor enredo (Sossego - "O Circo do Menino Passarinho") [26]

- Melhores do Carnaval

1. 2019 - Melhor enredo ("Igbá Cubango – A Alma das Coisas e a Arte dos Milagres") [27]
2. 2019 - Melhor conjunto de alegorias (Cubango) [27]
3. 2019 - Melhor conjunto de fantasias (Cubango) [27]
4. 2025 - Melhor carnavalesco (Grande Rio) [28]
5. 2025 - Melhor conjunto de alegorias (Grande Rio) [29]

- Plumas & Paetês Cultural

1. 2013 - Melhor carnavalesco (Santa Marta) [30]
2. 2015 - Melhor pesquisador (Sossego) [31]
3. 2015 - Melhor desenhista (Portela) [32]
4. 2017 - Melhor desenhista (Mocidade) [33]
5. 2018 - Melhor pesquisador (Cubango) [34]
6. 2019 - Melhor pesquisador (Cubango) [35]
7. 2019 - Melhor desenhista (Cubango) [36]
8. 2020 - Melhor desenhista (Grande Rio) [37]
9. 2022 - Melhor carnavalesco (Grande Rio) [38]

- Prêmio 100% Carnaval

1. 2019 - Melhor enredo ("Igbá Cubango – A Alma das Coisas e a Arte dos Milagres") [39]
2. 2020 - Melhor enredo (Grande Rio - "Tata Londirá: O Canto do Caboclo no Quilombo de Caxias") [40]
3. 2020 - Revelação (Carnavalescos - Grande Rio) [40]
4. 2020 - Melhor conjunto de alegorias (Grande Rio) [40]
5. 2022 - Melhor enredo (Grande Rio - "Fala, Majeté! Sete Chaves de Exu") [41]
6. 2022 - Melhor carnavalesco (Grande Rio) [41]
7. 2022 - Melhor conjunto de alegorias (Grande Rio) [41]
8. 2023 - Melhor conjunto de fantasias (Grande Rio) [42]
9. 2024 - Melhor carnavalesco (Grande Rio) [43]
10. 2024 - Melhor conjunto de fantasias (Grande Rio) [43]
11. 2025 - Melhor carnavalesco (Grande Rio) [44]
12. 2025 - Melhor conjunto de alegorias (Grande Rio) [45]
13. 2025 - Melhor conjunto de fantasias (Grande Rio) [46]

- Prêmio Elite do Samba

1. 2015 - Melhor conjunto de alegorias (Santa Marta) [47][48]
2. 2014 - Melhor conjunto de fantasias (Santa Marta) [49]
3. 2015 - Melhor conjunto de alegorias (Sossego) [50][51]

- Prêmio Gazeta do Rio

1. 2022 - Melhor carnavalesco (Grande Rio) [52]

- Prêmio Samba na Veia

1. 2016 - Melhor conjunto de alegorias (Sossego) [53]
2. 2016 - Melhor conjunto de fantasias (Sossego) [54]

- Prêmio SRzd

1. 2019 - Melhor carnavalesco (Cubango) [55]
2. 2020 - Melhor carnavalesco (Grande Rio) [56]
3. 2022 - Melhor enredo (Grande Rio - "Fala, Majeté! Sete Chaves de Exu") [57]
4. 2022 - Melhor carnavalesco (Grande Rio) [57]

- Prêmio Ziriguidum

1. 2014 - Melhor conjunto de fantasias (Santa Marta) [58][59]
2. 2016 - Melhor conjunto de fantasias (Sossego) [60]

- S@mba-Net

1. 2018 - Prêmio Especial: Revelação do Ano [61]
2. 2018 - Melhor enredo (Cubango - "O Rei que Bordou o Mundo") [62]
3. 2019 - Melhor enredo ("Igbá Cubango – A Alma das Coisas e a Arte dos Milagres") [63]
4. 2019 - Melhor conjunto de alegorias e fantasias (Cubango) [64]
5. 2022 - Melhor enredo (Grande Rio - "Fala, Majeté! Sete Chaves de Exu") [65]

- Troféu Sambario

1. 2020 - Melhor enredo (Grande Rio - "Tata Londirá: O Canto do Caboclo no Quilombo de Caxias") [66]
2. 2020 - Revelação (Carnavalescos - Grande Rio) [66]
3. 2022 - Melhor enredo (Grande Rio - "Fala, Majeté! Sete Chaves de Exu") [67]
4. 2022 - Melhor conjunto de alegorias (Grande Rio) [67]
5. 2022 - Melhor conjunto de fantasias (Grande Rio) [67]
6. 2025 - Melhor conjunto de alegorias (Grande Rio) [68]
7. 2025 - Melhor conjunto de fantasias (Grande Rio) [69]

- Troféu Tupi Carnaval Total [70]

1. 2022 - Melhor enredo (Grande Rio - "Fala, Majeté! Sete Chaves de Exu") [71]
2. 2022 - Melhor conjunto de alegorias (Grande Rio) [71]

- Troféu Vai Dar Samba

1. 2018 - Melhor enredo (Cubango - "O Rei que Bordou o Mundo") [72]